# Legoland Windsor
Legoland Windsor es un parque Legoland situado en Windsor, Inglaterra. Fue el segundo parque Legoland en abrir tras Legoland Billund, en Dinamarca.

## Historia
La idea de abrir un nuevo parque Legoland surge en 1989, para su emplazamiento son barajados 1000 lugares. En 1992 se decide como situación definitiva para el parque el lugar que ocupaba el antiguo Windsor Safari Park, un parque temático de animales que es comprado por el grupo LEGO. Las obras comienzan en 1993 y la inauguración se produce en marzo de 1996.

## Áreas

### The Beginning

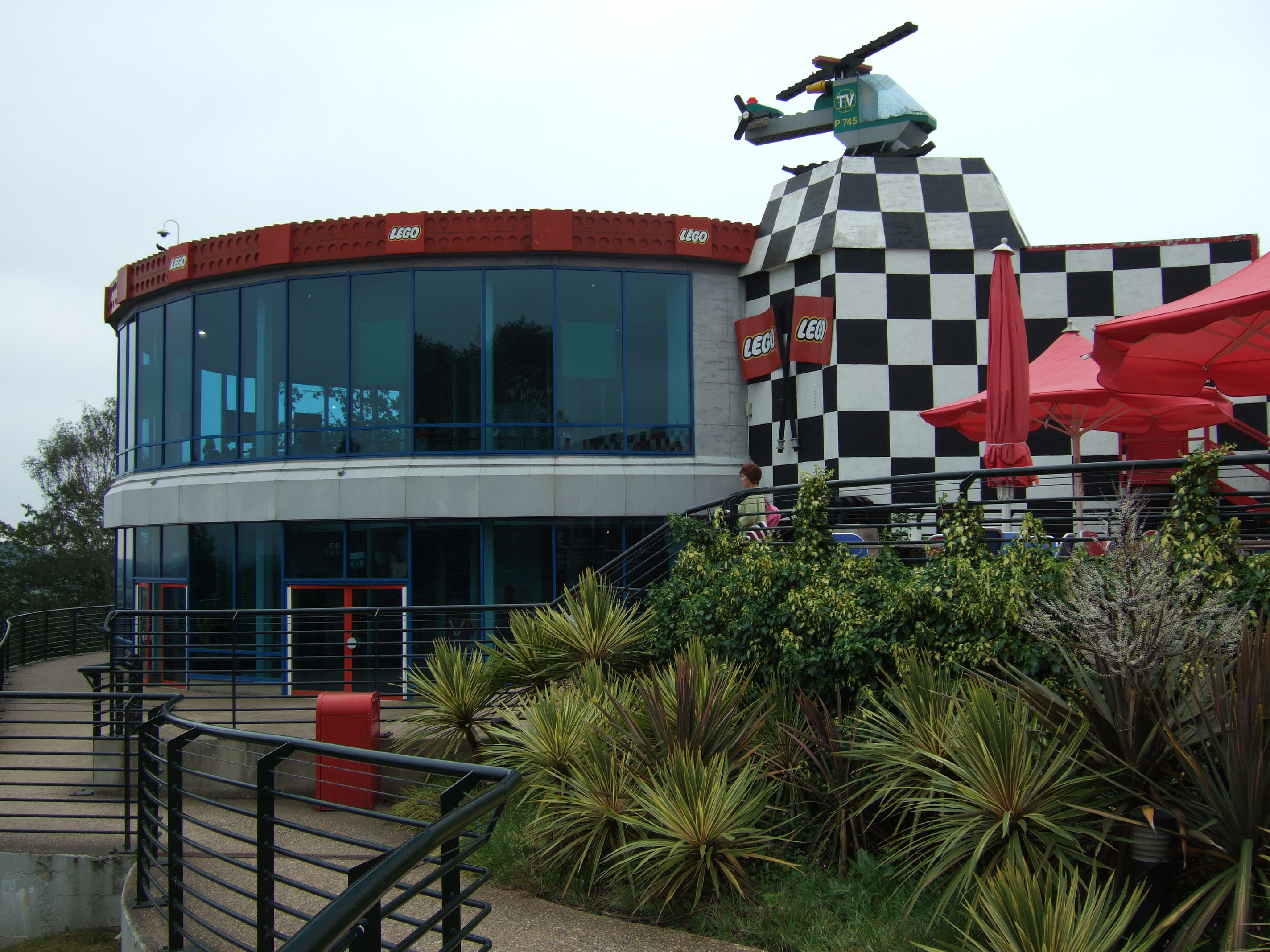
Creation Centre

La zona de entrada del parque.En ella destaca el Creation Centre abierto en 2001, donde se encuentran expuestas diversas maquetas de LEGO como recreaciones de las Joyas de la Corona Británica o de un Boeing 747. También se encuentra en este espacio el Hill Train la única atracción que queda del viejo Windsor Safari Park un pequeño tren monorail que realiza un recorrido corto a baja velocidad de 300 metros de largo.

### Imagination Centre

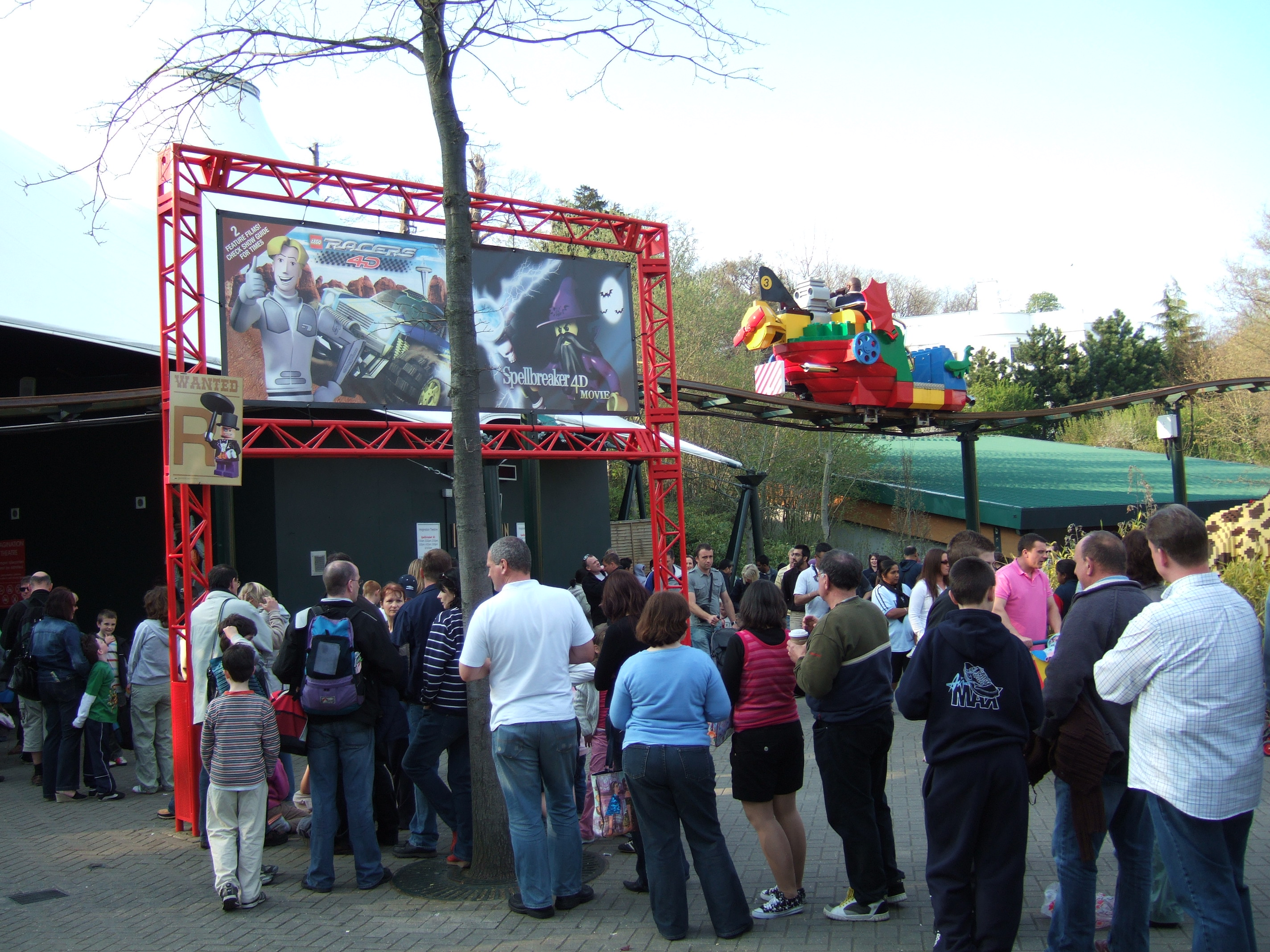
Imagination theatre.

En esta área se hallan los talleres educativos del parque relacionados con la construcción de LEGO y Duplo. En el taller de Mindstorms se enseña cómo funciona el robot Lego Mindstorms NXT; también en esta área se encuentra Space Tower, una atracción de tipo caída libre y Sky Rider, una pista aérea de coches.
También se encuentra en esta zona el Imagination Theatre donde emiten películas en 4D.

### Miniland

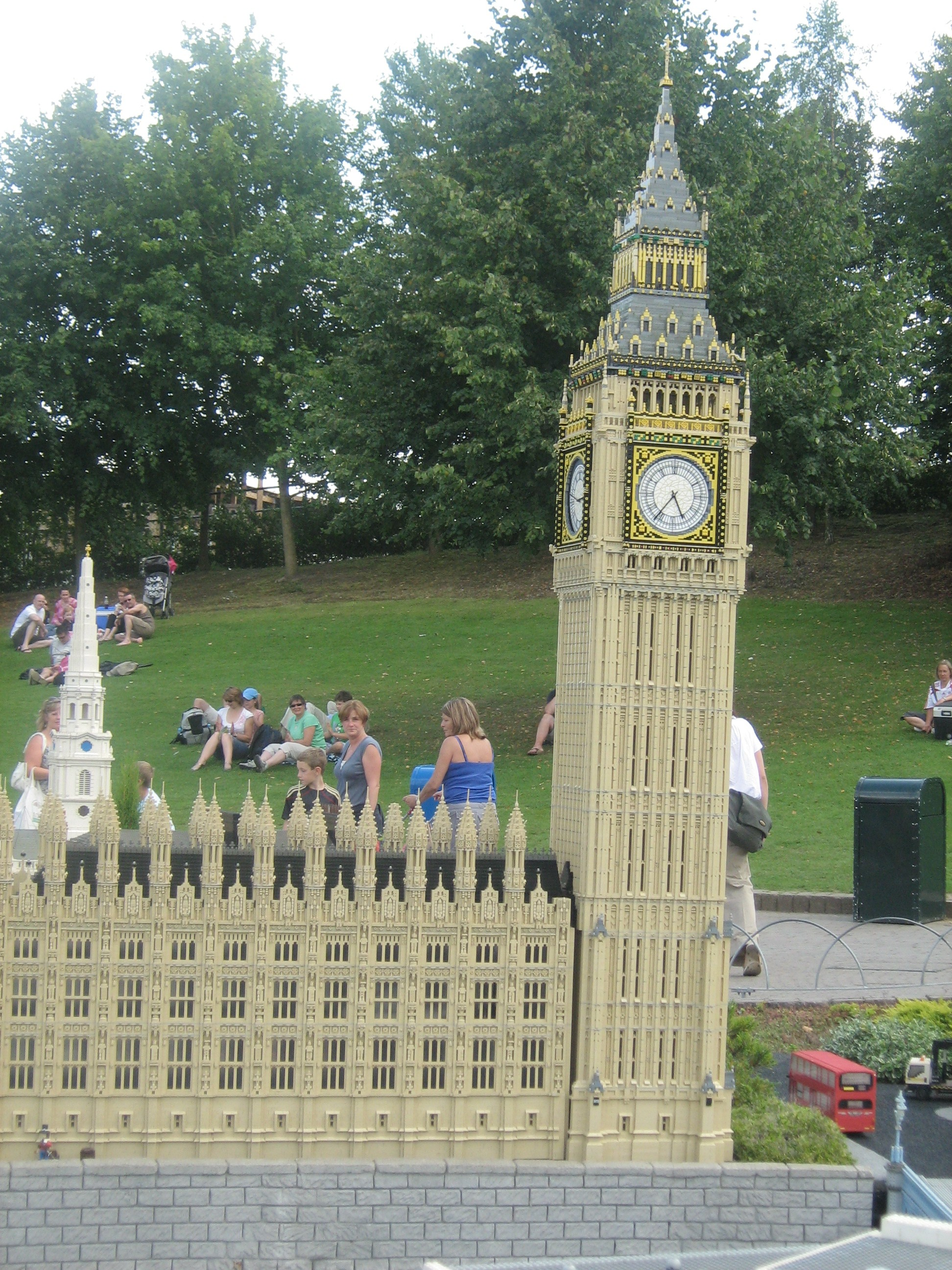
Representación del Big Ben en Miniland.

Es un Parque en miniatura de LEGO en el aparecen recreaciones de diferentes espacios naturales y ciudades a lo largo del mundo.En total esta zona contiene unos 40 millones de bloques de LEGO.

La sección de Londres contiene recreaciones del el 30 St Mary Axe, el Millennium Bridge, el London Eye y Canary Wharf. También aparecen maquetas de la Catedral de San Pablo, el Puente de la Torre y una representación en movimiento del Docklands Light Railway
De Inglaterra hay representaciones del Brighton Pier, el Ángel del Norte, Stonehenge. Y de Escocia aparecen maquetas del Castillo de Edimburgo, Royal Mile, el Castillo de Eilean Donan, la Abadía Jedburgh, el Castillo de Blair y el Lago Ness.

Otros países como Suecia, Francia, Italia o Países Bajos también tienen representaci{in entre las maquetas de Miniland.

La zona contiene también modelos de vehículos con movimiento.

### Duplo Land

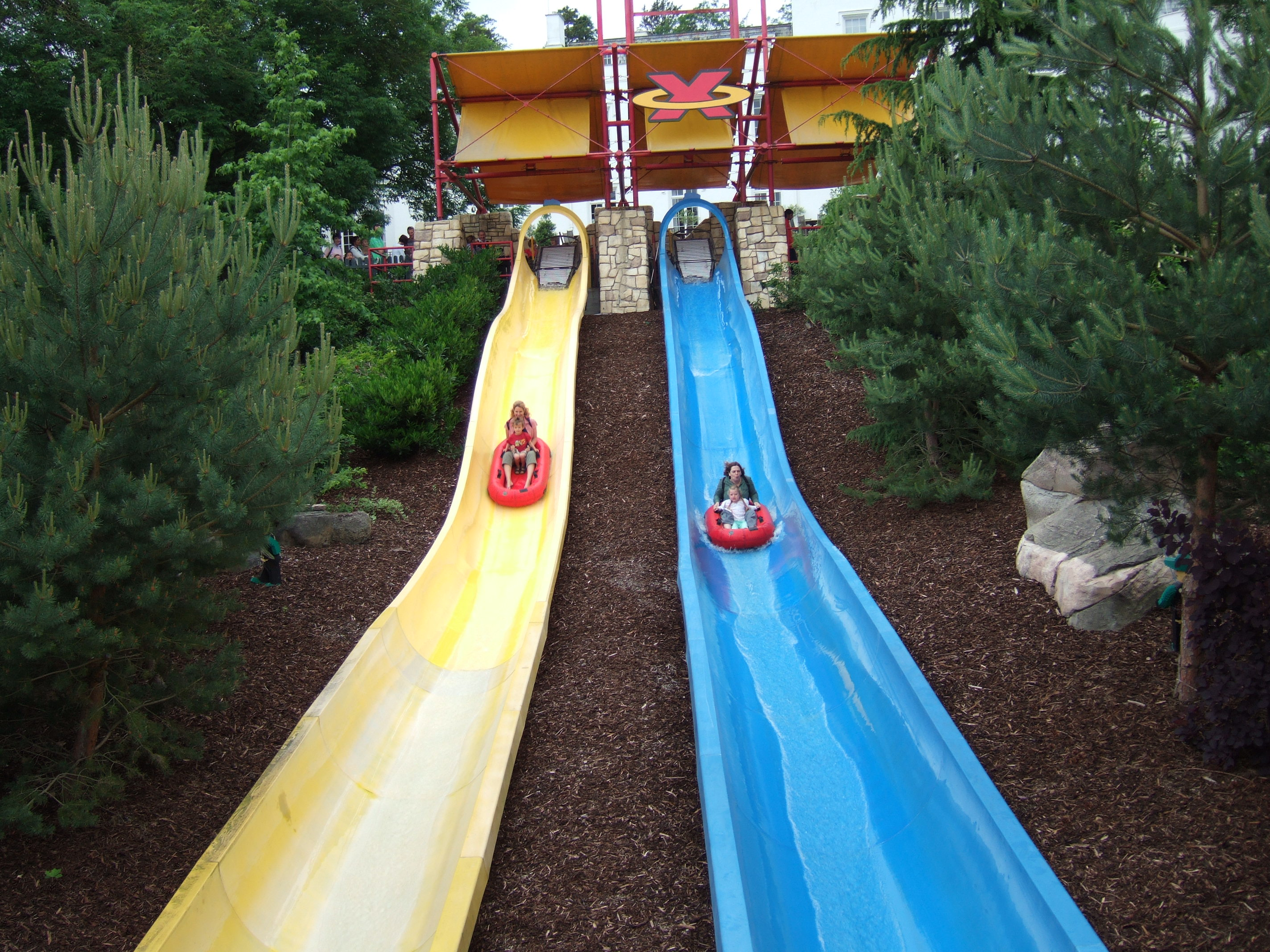
Extreme Team Challenge.

Antes llamada Explore land y Duplo Gardens, es la zona infantil del parque. Contiene una zona de minigolf llamada Mole-in-One Golf. Y un tobogán acuático, Extreme Team Challenge. También incluye otras zonas de juegos infantiles acuáticos. Y un teatro infantil Duplo Theatre.

### Traffic

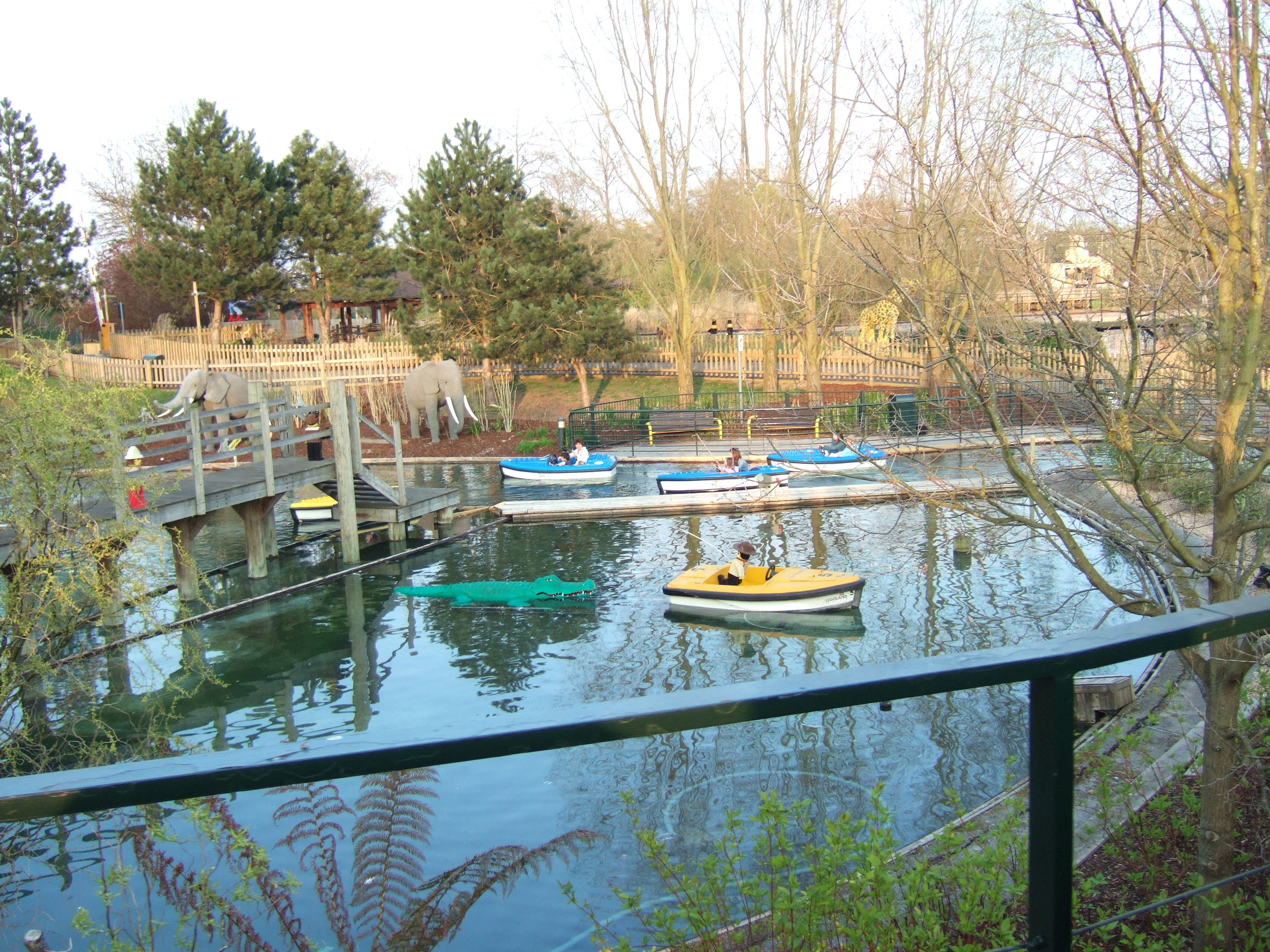
Boating School.

Esta área está dedicada a los medios de transporte. Aquí se encuentra Driving School para niños de 6 a 13 años en los que pueden conducir coches de lego. Y su versión más infantil para niños de 3 a 5 años L-Drivers. Boating School es similar a las anteriores pero con barcas, fue abierta en 1999. Y en 2006 se abrió Fire Academy donde los niños de 2 a 4 años pueden manejar vehículos de bomberos.

### LEGO City

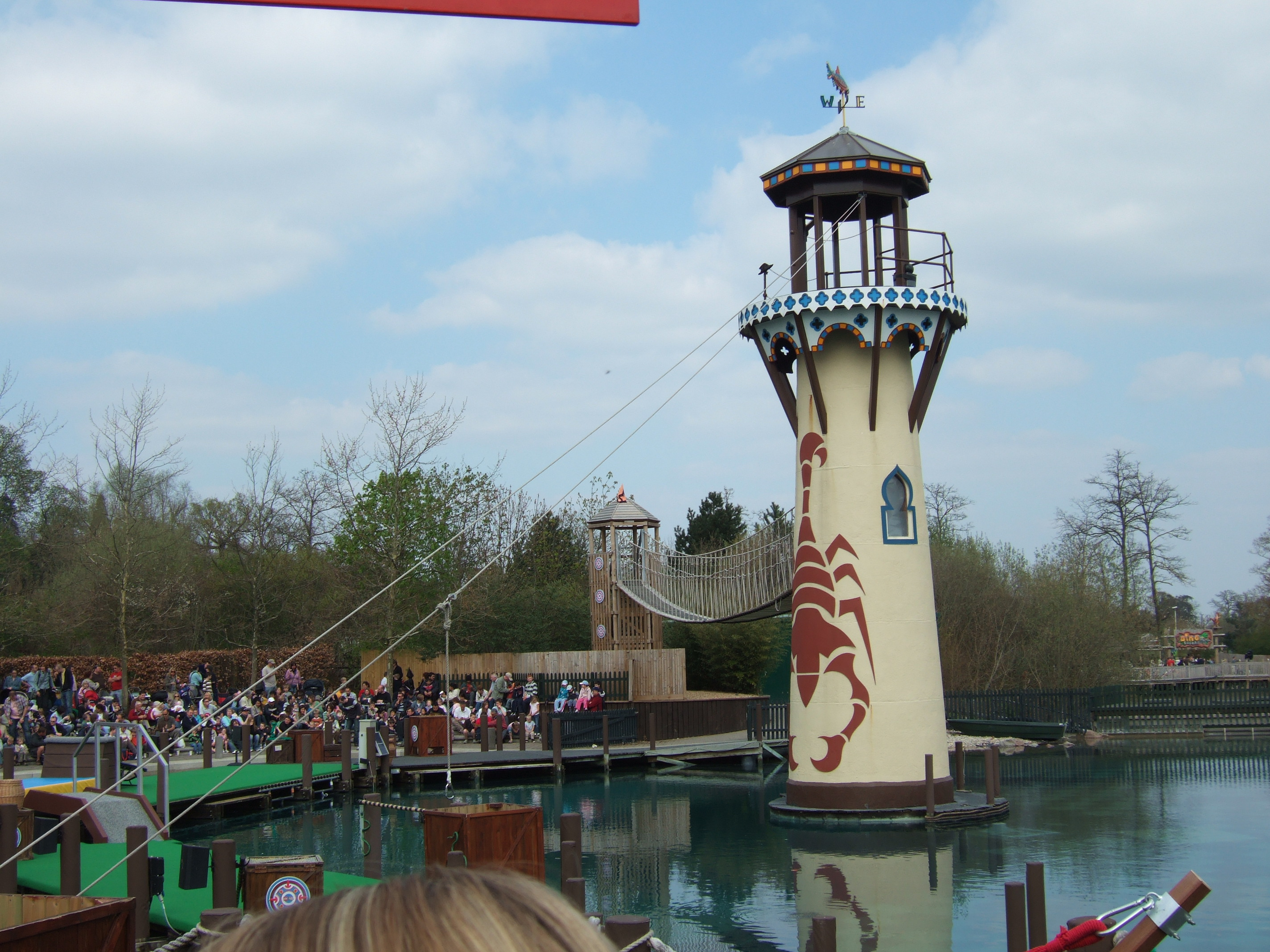
LEGO City Harbour y el faro.

Amteriormente llamada my city es una maqueta de una pequeña ciudad de LEGO.

En esta área se encuentra LEGO City Harbour un escenario donde se ofrecen espectáculos en vivo, y que contiene un faro.

También se encuentra Orient Expedition, un tren que recorre las zonas de Lego City, Traffic y Adventure Land en recorrido se encuentran representación de LEGO de animales.

Otra de las atracciones de esta área es Explorer's Institute en cuyo interior se encuentran maquetas de LEGO con temas sobre la jungla, el antiguo Egipto, el ártico y la magia.

Contiene también una pequeña zona Brickadilly's Fairground Rides donde hay un carrusel, una pequeña noria y el Brickadilly's Circus Tent donde se realizan espectáculos de tipo circense.

### Land of the Vikings

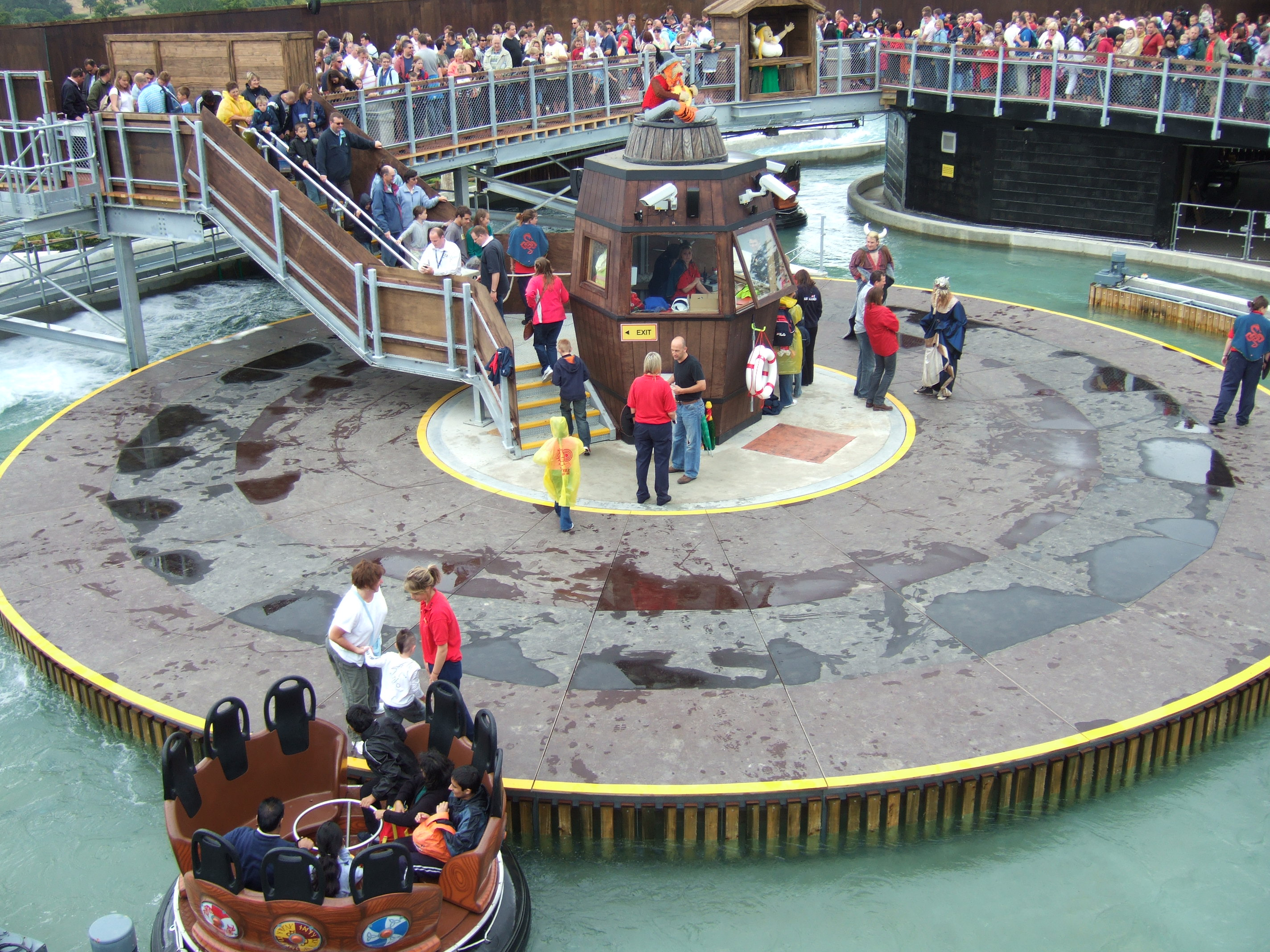
Viking's River Splash.

Esta nueva zona se inauguró en 2007, una de sus atracciones es Viking's River Splash, una atracción acuática de balsismo, en la que varios botes circulares descienden por descensos acuáticos.

Otra atracción es Troll Wash un descenso acuático de 4 metros.Y otras atracciones acuáticas como Longboat Invade.Y Spinning Spider una atracción de tipo tazas de té giratorias.

### Kingdom of the Pharaohs
Abierta en 2009 esta zona está ambientada en el antiguo Egipto.Contiene Laser Raiders, un paseo interactivo por una tumba egipcia caracterizada con personajes de la colección de LEGO Johnny Thunder donde los visitantes ganan puntos disparando con pistolas láser a los objetivos que van apareciendo durante el recorrido.

Scarab Bouncers es una atracción de camas elásticas, una pequeña noria Aero Nomad, una atracción de sillas voladoras Thunder Blazer y un carrusel Desert Chase.

### Pirates Landing

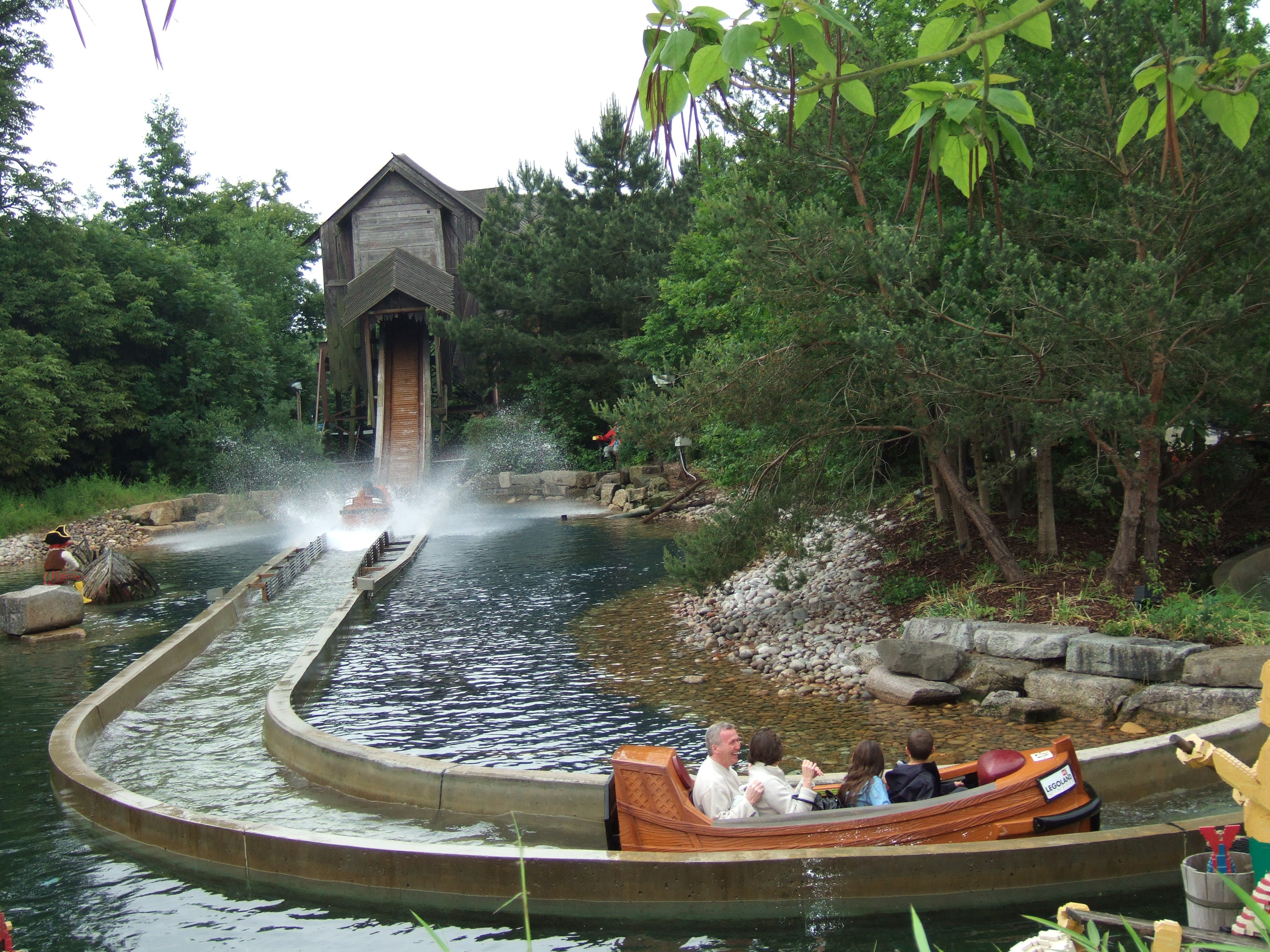
Pirate Falls-Dynamite.

esta área remplazó a Wild Woods desde 2010. Entre sus atracciones destacan Pirate Falls-Dynamite Drench una montaña rusa acuática decorado con modelos de LEGO de tema pirata.

Pirates Training Camp un laberinto de tres pisos con pasillos, redes y toboganes, que contiene elementos interactivos, y las pistas para resolver un misterio.

Jolly Rocker un barco pirata de 18 metros que se balancea.En esta zona también se encuentra Panning For Gold donde por un precio adicional los visitantes pueden participar en una búsqueda de oro simulada, encontrando trozos de pirita, que pueden canjear por un medallón.

### Knights' Kingdom

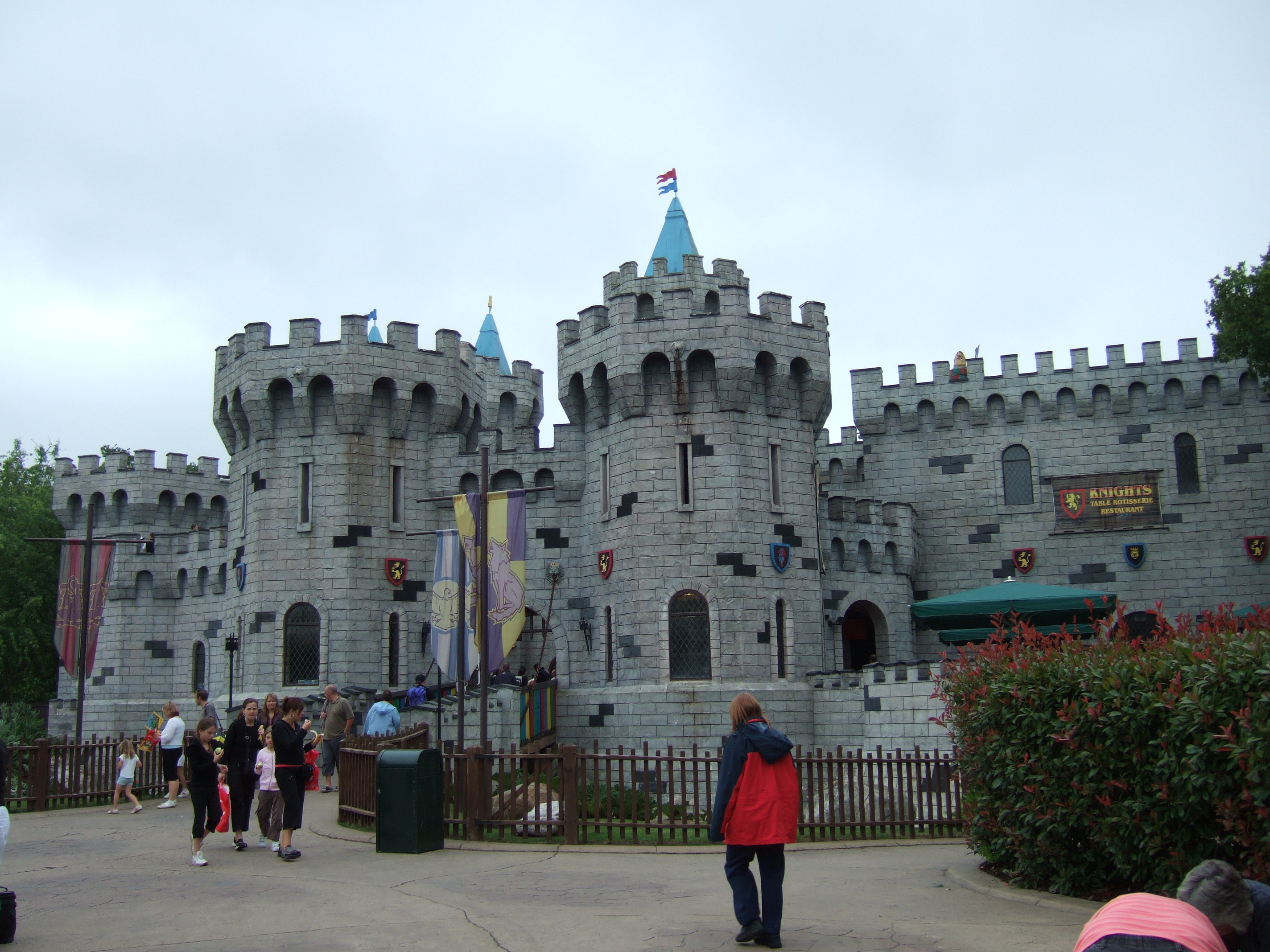
Knights' Kingdom.

Antes denominada CastleLand.Se abrió en 1998 siendo la primera ampliación que sufrió el parque desde su inauguración.Está formada por una gran construcción con forma de castillo.Contiene también de The Dragon, un montaña rusa cuyo recorrido empieza en interior, sus raíles están hecho de LEGO.Su versión infantil es The Dragon's Apprentice, abierta en 1999.

Otra atracción de esta zona es Enchanted Fores un paseo por un sendero con recreaciones de LEGO de la naturaleza.

### Adventure Land

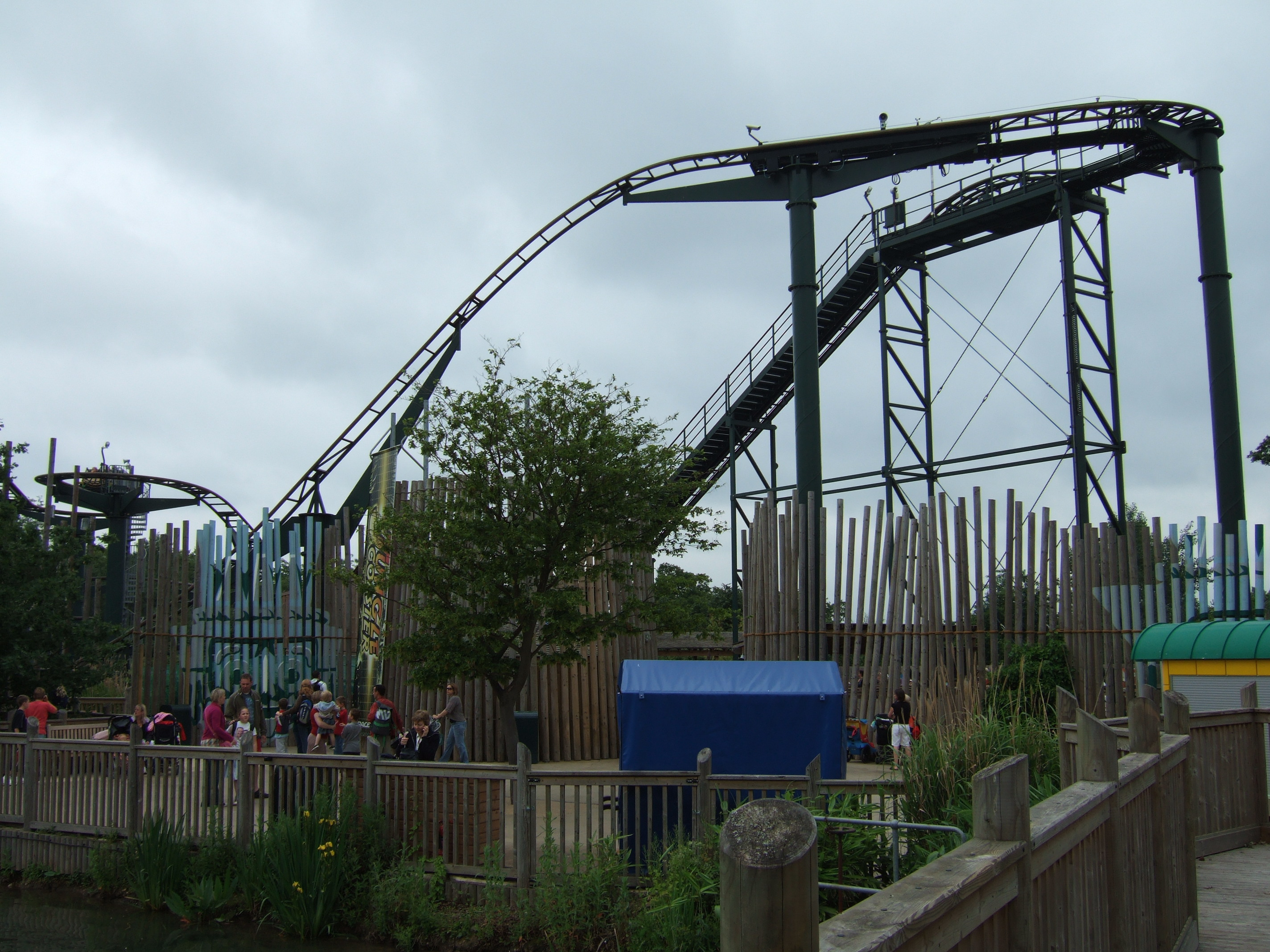
Jungle Coaster

En esta área se encuentra Jungle Coaster, una montaña rusa de 400 metros de recorrido que alcanza los 60 km/h.Otra atracción de esta zona es Wave Surfer, donde unos pilotos que conducen unas góndolas los chorros de agua controlados por los espectadores.
Además por un precio adicional los visitantes también pueden escalar una pared de 7 metros en esta área.

## Horario de apertura
Legoland Windsor abre todos los años desde mediados de marzo a principios de noviembre.

Durante los meses de mayo septiembre y octubre suele estar cerrado miércoles y jueves.Durante estos meses el horario y días de apertura es variable y depende de las festividades.

## Eventos

### After Dark

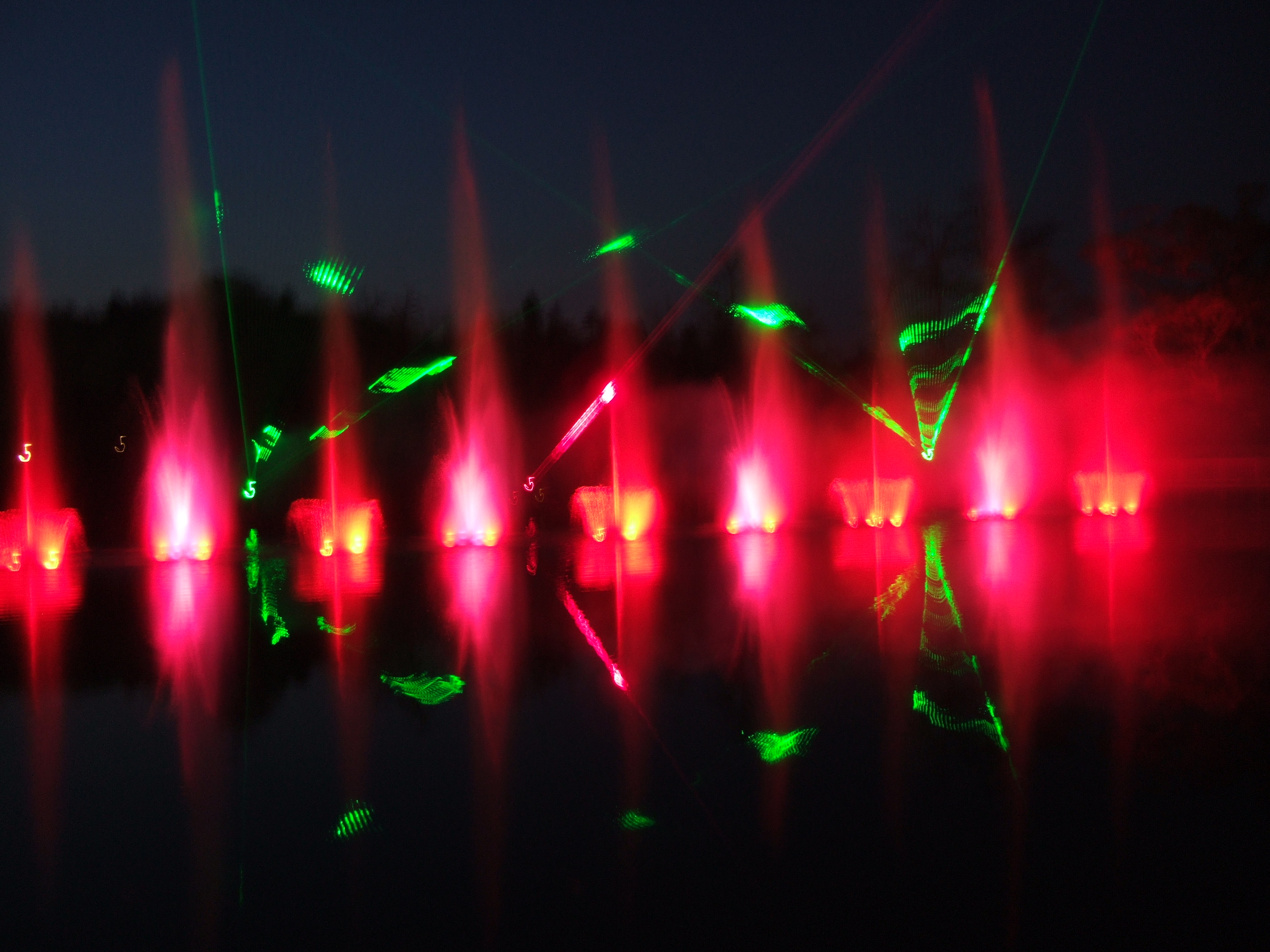
espectáculo After Dark.

Se celebra durante las vacaciones escolares de Pascua. Consiste en un espectáculo que combina de efectos láser, pirotécnicos y de reflejos luminosos en el agua.

### Legoland Live!
Se celebra en julio coincidiendo con el comienzo de las vacaciones de verano escolares en Inglaterra.Se trata de un concierto dirigido a niños pequeños.

Durante estos días también se celebran actividades como talleres relacionados con el mundo del circo en Brickadilly's Circus Tent.

### Amazing Machines
Se trata de un espectáculo de acrobacias de Monster truck y motocicletas, celebrado un fin de semana de septiembre. En 2003 se introdujo en el espectáculo Power Builder un brazo hidráulico que puede transportar a dos personas y ser controlado por lo visitantes.

### Fuegos artificiales

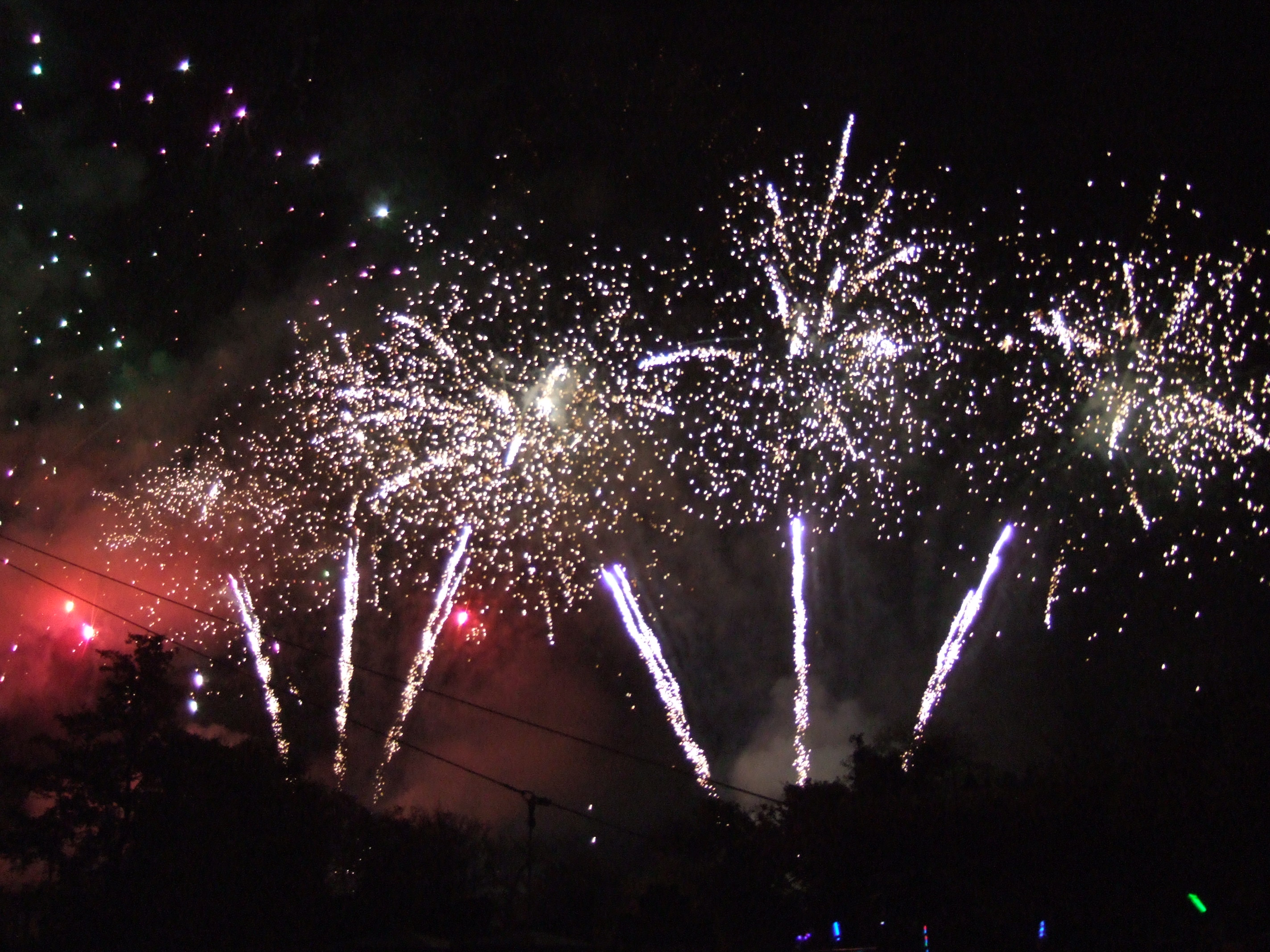
fuegos artificiales en Legoland Windsor.

Este espectáculo de fuegos artificiales  se celebra desde la apertura del parque abarcando normalmente dos fines de semana.

Además de los fuegos artificiales se celebran en el parque durante todo el día actividades especiales como cursos de baile.

Los fuegos artificiales son lanzados desde el área de Adventure Land y suelen tener carácter temático relacionado con alguna de las colecciones de LEGO como Bionicle, Star Wars o Indiana Jones